# Kittanning (Pennsylvania)
Kittanning  è una borough degli Stati Uniti d'America, nella contea di Armstrong nello Stato della Pennsylvania. Secondo il censimento del 2000 la popolazione è di 4.787 abitanti.

## Società

### Evoluzione demografica
La composizione etnica vede una prevalenza di quella bianca (97,31%), seguita da quella afroamericana (1,57%), dati del 2000.
| borough di Kittanning Popolazione |       |
| 2000                              | 4.787 |
| Stima al 01-07-07                 | 4.376 |